# Nuevo Reino de Granada
El Nuevo Reino de Granada o Reino de la Nueva Granada fue la denominación otorgada a una entidad territorial del Virreinato del Perú, integrante del Imperio español, establecida por la Corona española durante su periodo de dominio americano, ubicada al norte de Suramérica, que corresponde al núcleo principal de la actual República de Colombia. 
Nueva Granada correspondió al territorio bajo la jurisdicción de la Real Audiencia de Santafé de Bogotá (1550-1717) y posteriormente correspondiente al Virreinato de Nueva Granada (1717-1819) cuya sede fue Santafé de Bogotá.

## Demografía
En 1650, se estimó que la población del Nuevo Reino de Granada (incluida la Provincia de Popayán) era de alrededor de 750.000, con los indios que sumaban 600.000 personas, o el 80% de los habitantes. Esto es mucho más bajo que la población precolombina, que se estimó en 6.000.000 de personas.

## Política y gobierno

### Real Audiencia de Santafé de Bogotá
Durante el tiempo que el territorio del Nuevo Reino de Granada fue constituido como distrito de una Real Audiencia, estuvo gobernado por un presidente y hacía parte del Virreinato del Perú pero en la práctica se dependía directamente con el Consejo de Indias y de la península.
Para asuntos eclesiásticos y por influencia de la Compañía de Jesús desde 1604, llegó a ser un distrito fusionado con el de la Provincia de Quito bajo el nombre de "Provincia Jesuítica del Nuevo Reino y Quito" (como escisión de la Provincia Jesuítica del Perú), aunque separado Quito de Nueva Granada en 1607 (retornando al Perú), fueron vueltos a unir ocasionalmente, hasta que se separó definitivamente Quito de Nueva Granada en 1695.

### Virreinato de Nueva Granada
Los territorios jurisdiccionales de las Audiencias de Santafé y de Quito, y parte de lo que más adelante fue la Capitanía General de Venezuela se constituyeron como un virreinato por el rey Felipe V entre 1717 y 1724.  La capital del virreinato fue establecida en Santafé de Bogotá. El virreinato se disolvió temporalmente, por razones económicas, entre 1724 y 1740, cuando se reinstauró nuevamente.
la Dinastía Ruiz es la Heredera al trono del  Nuevo Reino de Granada o Reino de la Nueva Granada

## Historia
En 1514 fue la primera vez que España se asentó permanentemente en el área. Con Santa Marta (1525) y Cartagena de Indias (1533), se estableció el control español de la costa, y comenzó la expansión territorial hacia el interior. El conquistador Gonzalo Jiménez de Quesada colonizó una vasta área en la región siguiendo el cauce del río Magdalena en el interior de los Andes en Colombia, derrotando a la poderosa Confederación muisca, fundando Santafé de Bogotá en 1538, y nombrando la región como Nuevo Reino de Granada, en homenaje al Reino de Granada, su tierra natal en España. 
Para establecer un gobierno civil en la Nueva Granada, se creó una real audiencia en Santafé de Bogotá en 1548-1549, un cuerpo que combinaba la autoridad ejecutiva y judicial, hasta cuando se estableció una presidencia o gobernación en 1564, asumiendo los poderes ejecutivos. En este punto, la Nueva Granada fue considerada una capitanía general del Virreinato del Perú. La jurisdicción de la Real Audiencia se extendió con el tiempo sobre las provincias circuncidantes que se iban constituyendo alrededor del territorio correspondiente a la Nueva Granada. 
Desde 1587 hasta 1614, los franciscanos –comisionados a la evangelización de la zona– crearon en Nueva Granada una Comisaría General, órgano superior de coordinación de las custodias y misiones de los mismos en América.
En 1717, Santafé se constituyó en la capital del Virreinato de Nueva Granada , que aunque suspendido en 1724 por problemas financieros, fue reinstaurado en 1739 y continuó hasta la pérdida del poder español sobre los territorios en 1819.
El 27 de enero de 1812 se creó el tercer Consejo de Regencia durante la marcha de Fernando VII a Bayona, presidido por el neogranadino Joaquín Mosquera y Figueroa. En este periodo, coincidente con la Guerra de Independencia española, se formaron las Cortes de Cádiz, que acabaron redactando la Constitución española de 1812. Su mandato concluyó el 8 de marzo de 1813.

## Divisiones administrativas
El Nuevo Reino fue organizado en varios Gobiernos y Provincias:
| Territorio                                                                              | Capital                 | Establecimiento | Fundador                   |
| --------------------------------------------------------------------------------------- | ----------------------- | --------------- | -------------------------- |
| Gobierno de Antioquia                                                                   | Santa Fe de Antioquia   | 1541            | Jorge Robledo              |
| Gobierno de Cartagena                                                                   | Cartagena de Indias     | 1533            | Pedro de Heredia           |
| Gobierno del Chocó                                                                      | San Francisco de Quibdó | 1648            | Manuel Cañizales           |
| Provincia de Guayana                                                                    | Angostura               | 1595            | Antonio de Berrío          |
| Gobierno de Pamplona                                                                    | Pamplona                | 1555            | Pedro de Ursúa             |
| Corregimiento de Pasto                                                                  | San Juan de Pasto       | 1539            | Lorenzo de Aldana          |
| Gobierno de Popayán                                                                     | Asunción de Popayán     | 1537            | Sebastián de Belalcázar    |
| Gobierno de Santa Marta                                                                 | Santa Marta             | 1525            | Rodrigo de Bastidas        |
| Gobierno de Santafé (de Bogotá), el área originalmente llamada "Nuevo Reino de Granada" | Santafé de Bogotá       | 1538            | Gonzalo Jiménez de Quezada |
| Corregimiento de Tunja                                                                  | Tunja                   | 1539            | Gonzalo Suárez Rendón      |